# Middle Lake
Middle Lake es un pueblo canadiense situado en la provincia de Saskatchewan.

## Superficie
Middle Lake tiene una superficie de 1,02 km².

## Demografía
En 2021, tenía 188 habitantes, una densidad poblacional de 183,5 hab./km², y 115 viviendas.